# Kulturni centar Rajthale
Kulturni centar Rajthale autonomni je omladinski centar u Bernu, Švajcarska, smešten u nekadašnjoj zgradi konjičke škole, u kome se održavaju koncerti, filmovi, pozorišne predstave, izvedbe, izložbe, književne večeri, itd. 
Konjička škola je izgrađena 1897. a posle nekoliko decenija, kada su automobili, polako ali sigurno, zanemili konje, pretvorena je u skladište. 
Tokom omladinskih nemira u Švajcarskoj 1980. se prostor prvi put pominje kao autonomni omladinski centar. 1981. ju je zauzela pobunjena omladina i koristila za sastanke. 1982. su vlasti silom iselile omladinu. 
U nedostatku mesta za dešavanja i kulturna izražavanja, tokom 1980-ih je omladina u Bernu zauzimala prazne građevine na jedno veče i pravila u njima svirke i žurke. 27. oktobra 1987. je stara konjička škola prvi put ponovo okupirana za jedno veče. 
Godine 2005. Kulturni centar Rajthale prvi put zvanično potpisuje ugovor o zakupu. 2006. je u njemu održan prvi Antifašistički festival. 

## Spoljašnje veze
- Kulturzentrum Reithalle
- Antifašistički festival